# Cuisine du Guangxi

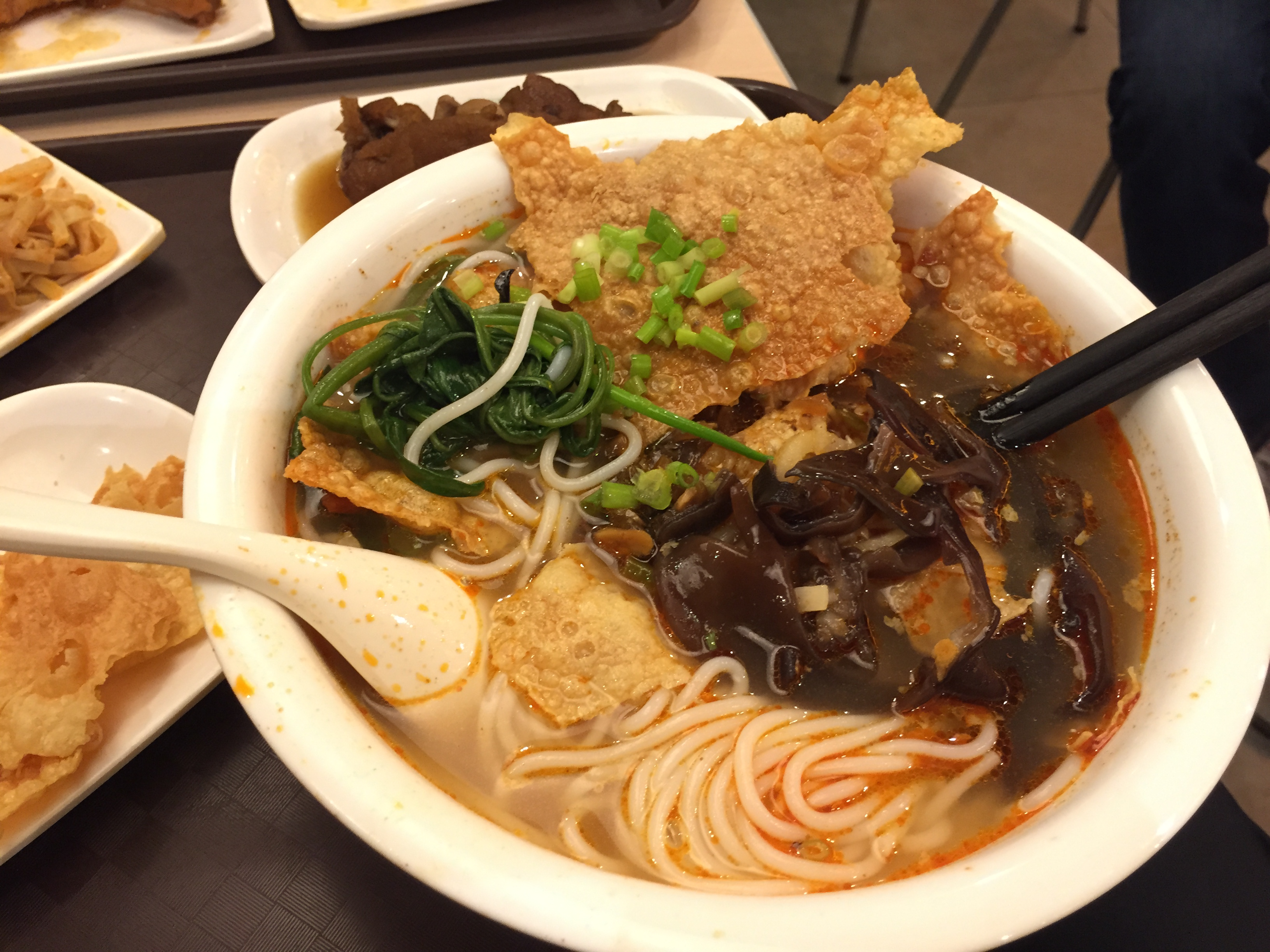
Nouilles aux escargots de rivière.

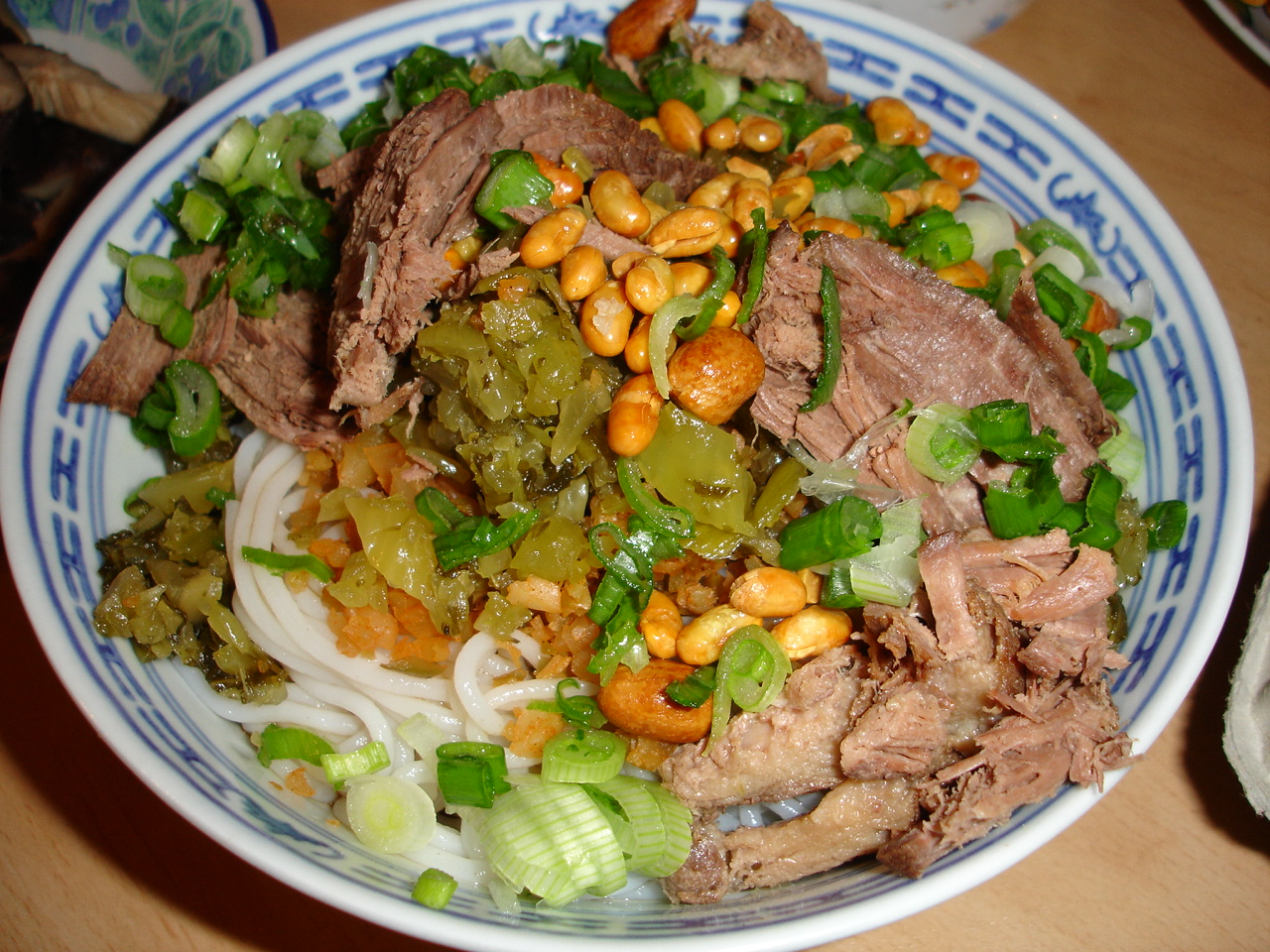
Nouilles de Guilin.

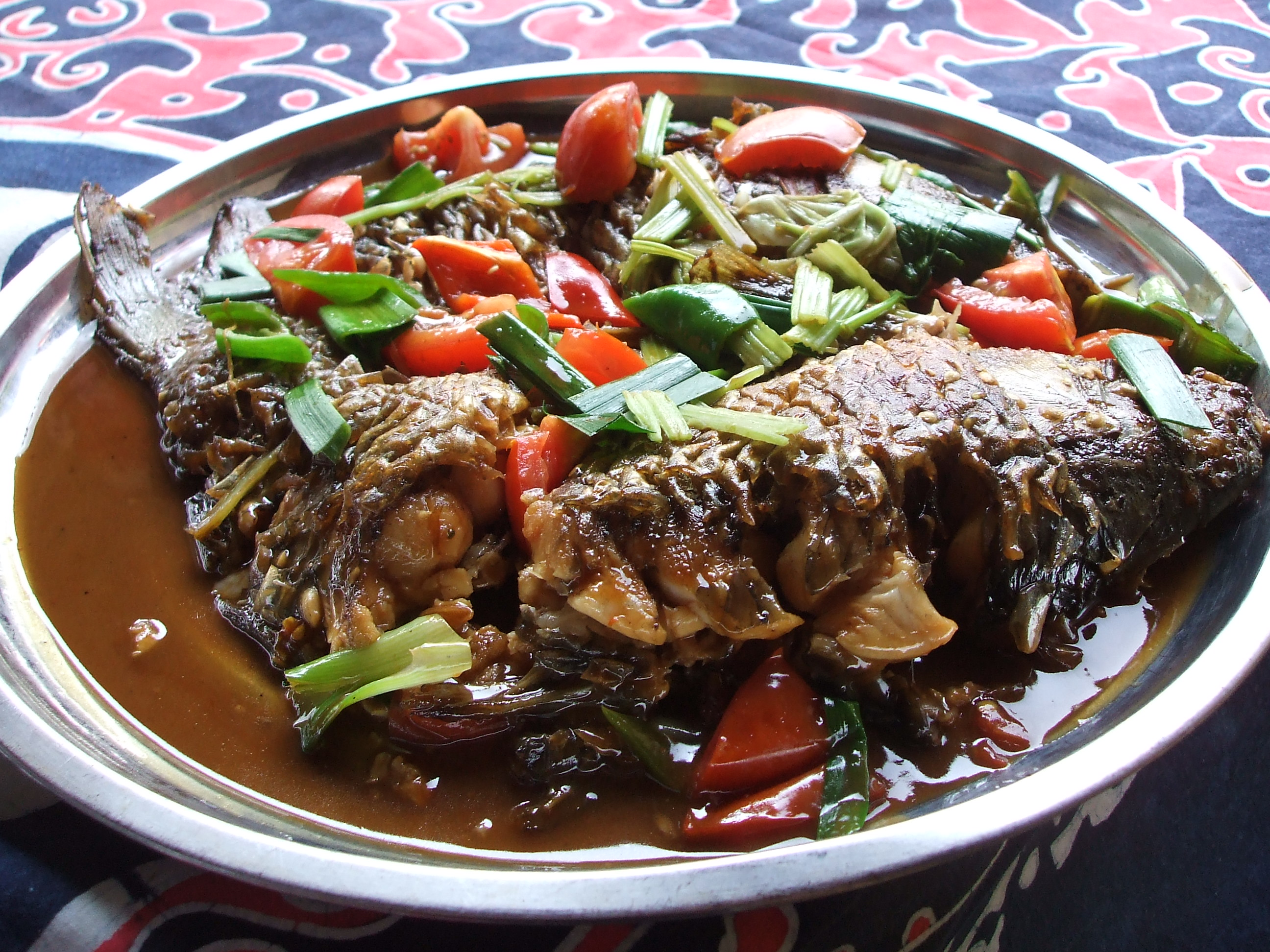
Poisson à la bière de Yangshuo.

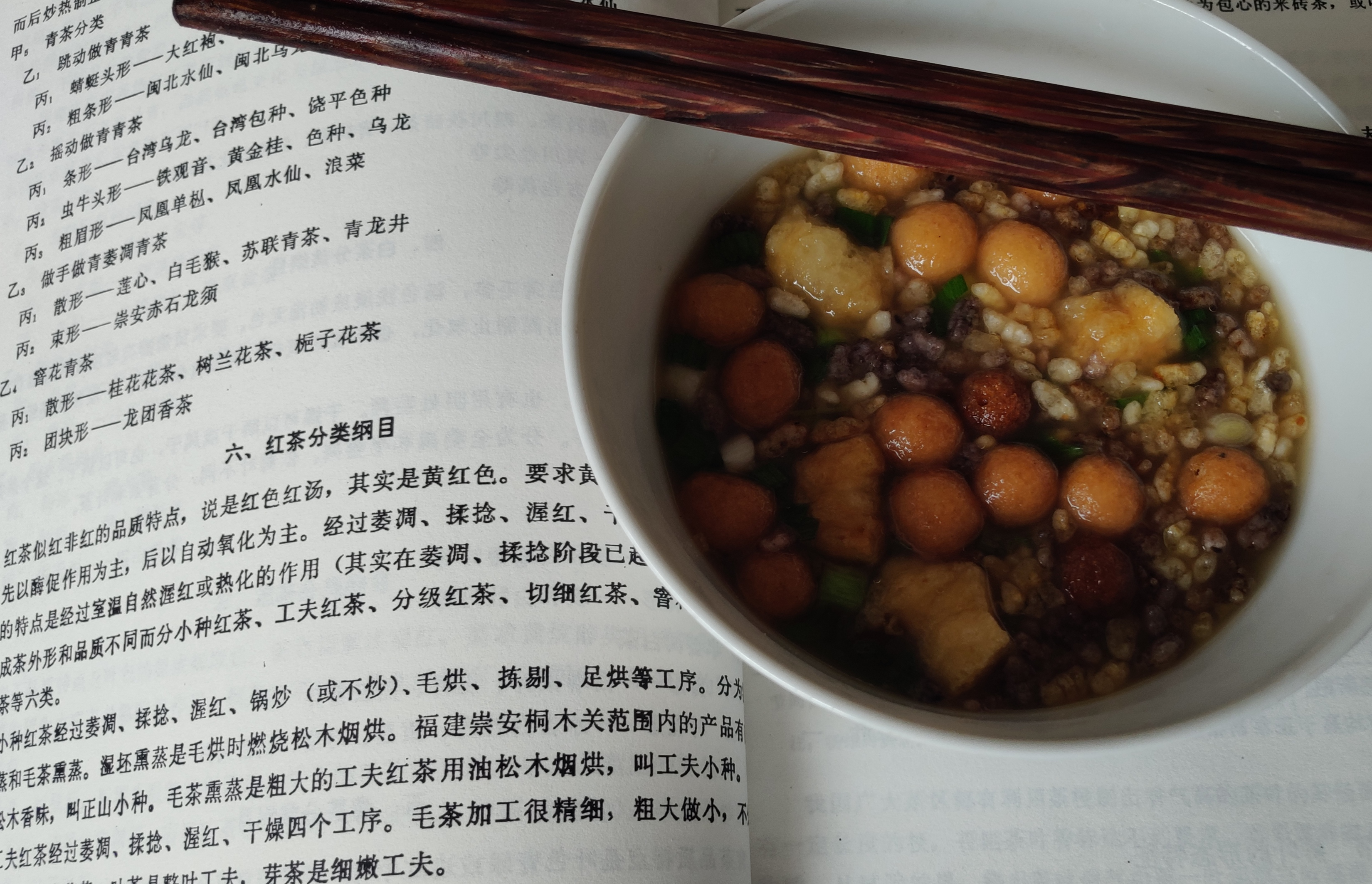
Thé-huile.

La cuisine de Guangxi (广西菜, guǎngxīcài), proche de celle de Guangdong, vise la fraîcheur, la couleur, la douceur et la saveur. Sa renommée tient à l’étendue des ingrédients, à son ingéniosité et à des saveurs spécifiques. Cette cuisine est légère, un peu moins que celle de Guangdong ; elle est épicée mais moins que celle du Hunan. Les plats, légers ou riches en saveur, sont frais, tendres et rafraîchissants.
Le Guangxi (廣西, guǎngxī) est une des régions autonomes de la Chine, officiellement appelée région autonome « Zhuang du Guangxi » (广西壮族自治区, guǎngxī zhuàngzú zìzhìqū), l’ethnie zhuang formant environ un tiers de la population, située sur le golfe du Tonkin, à la frontière du Viêt Nam avec la province du Hunan au nord-est, et celle du Guangdong au sud-est. Le chef-lieu est Nanning ; les deux autres grandes villes sont Liuzhou et Guilin.
Le Guangxi a un climat tropical avec de longs étés, des hivers doux et beaucoup de pluie. Elle a donc de bonnes productions agricoles : riz, canne à sucre, cacahuète, pamplemousse, litchi, longane, poire et banane. Elle est très riche en animaux sauvages.
Les spécialités de Nanning ont un goût local unique, souvent à base de nouilles de  riz. On mange du poisson cuit dans des feuilles de bambou, du poulet en papillote, du cochon de lait rôti, etc. Quelques plats locaux sont : les nouilles aux huit trésors, les « nouilles pour un vieil ami », plusieurs variétés de porridge (ou congee), et des conserves au vinaigre (avec papayes, concombres, chou, etc.). Les différents groupes ethniques proposent également leur plats : thé à l’huile des Dong, gâteaux de riz glutineux des Zhuang, poulet mijoté en bambou des Yao, bœuf frit sur un plateau en fer des Miao.
Les spécialités de Guilin utilisent souvent la célèbre sauce de Guilin (桂林辣椒酱, guìlín làjiāo jiàng), mêlant piments frais, ail et graines de soja fermentées. Elle est considérée comme l’un des trois trésors de la ville. Les deux autres trésors consistent en une variété de liqueur distillée à partir du riz (桂林三花酒, guìlín sānhuā jiǔ) et le tofu fermenté de Guilin (桂林豆腐乳, guìlín dòufǔrǔ). Les nouilles à base de riz (桂林米粉, guìlín mǐfěn), reconnues pour leur saveur délicate, se servent au petit déjeuner. D’autres spécialités sont les nouilles avec la viande de cheval et le zongzi (粽子, zòngzi), des beignets de riz gluant et de pâte de haricots, enveloppés dans une feuille de bambou ou de banane.

## Plats représentatifs
- Beignets, ou jiaozi (饺子, jiǎozi).
- Canard au citron (柠檬鸭子, níngméng yāzi).
- Vieux canard au ginkgo (白果炖老鸦, báiguǒ dùn lǎoyā).
- Pâte de soja à la sauce rouge (红烧豆腐, hóngshāo dòufǔ).
- Poisson à la bière de Yangshuo (阳朔啤酒鱼, yángshuò píjiǔ yú).
- Escargots farcis de la rivière Li (阳朔酿田螺, yángshuò niàngtiánluó).
- Thé à l'huile (油茶, yóuchá).

### Nouilles à base de riz
- « Nouilles pour un vieil ami » (老友粉, lǎoyǒu fěn).
- Nouilles roulées (猪肠粉, zhūcháng fěn).
- Nouilles de Liuzhou dans leur bouillon aux escargots de rivière (螺蛳粉, luósī fěn).
- Nouilles à la viande de cheval (马肉米粉, mǎròu mǐfěn).
- Nouilles aux huit trésors (八珍面, bāzhēn miàn).

### Congee
- Congee aux trois viandes (三鲜粥, sānxiān zhōu).
- Congee à la grenouille (田鸡粥, tiánjī zhōu).

## Galerie

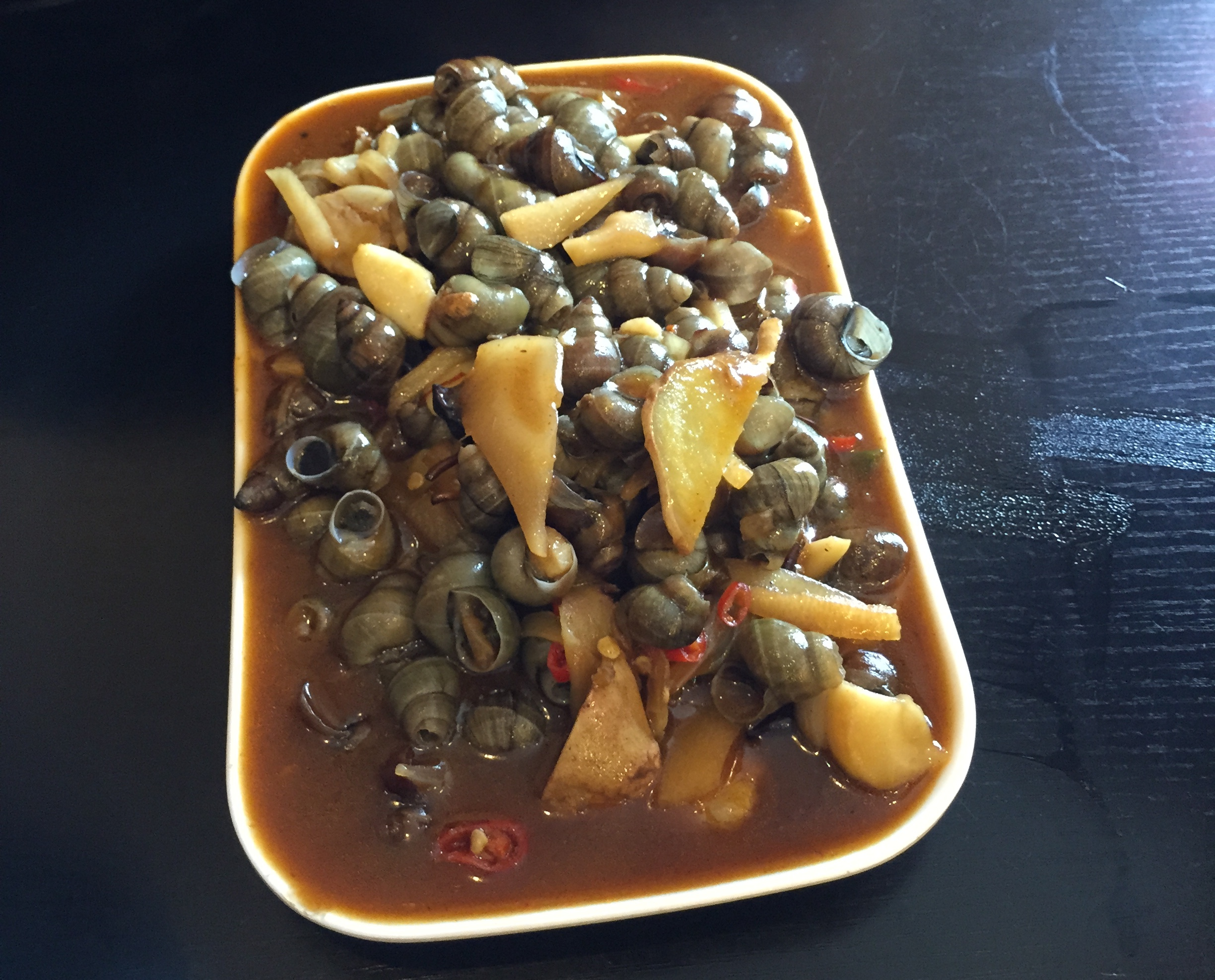
Escargots de rivière cuits.
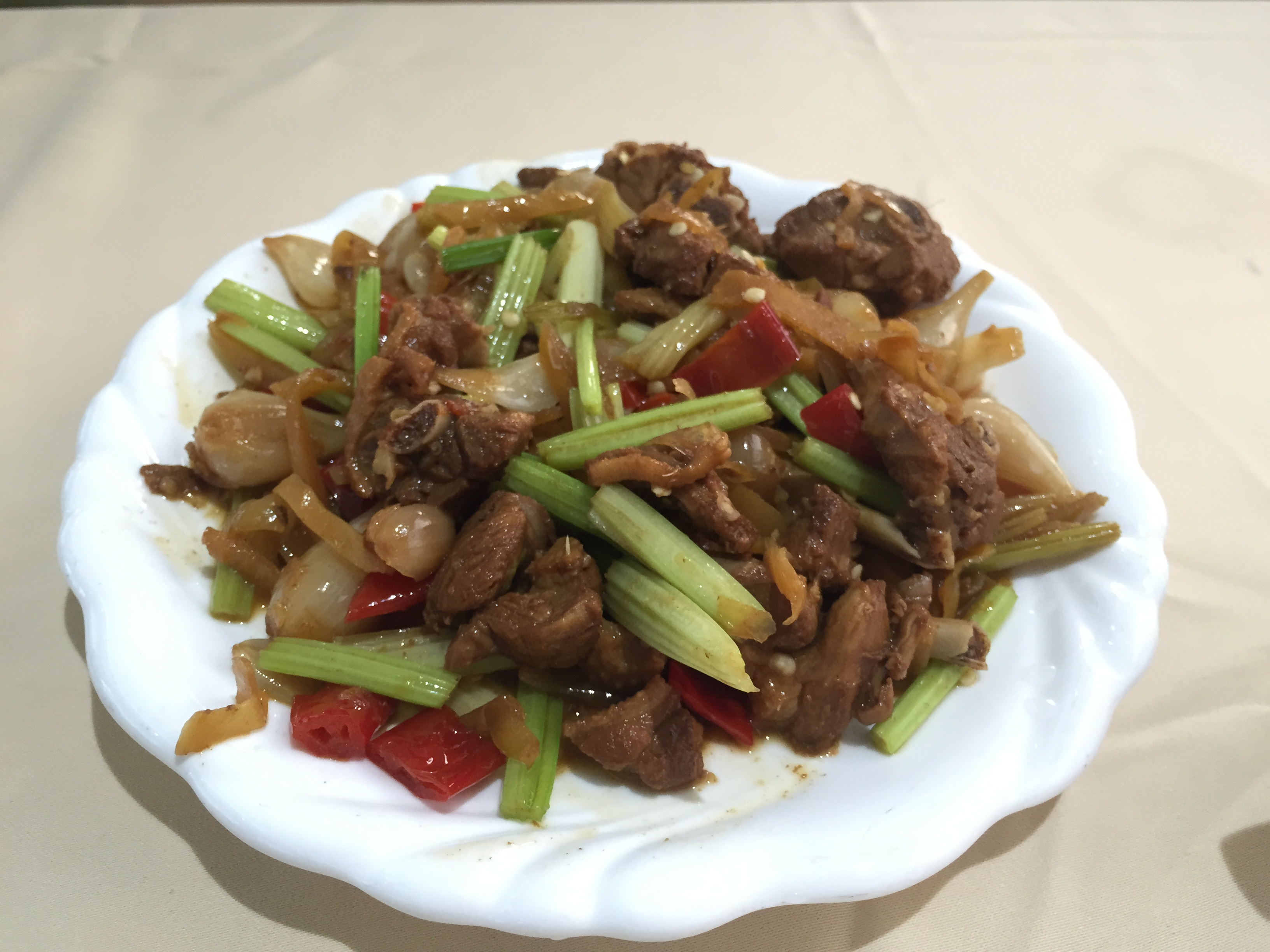
Canard au citron (柠檬鸭子, níngméng yāzi).
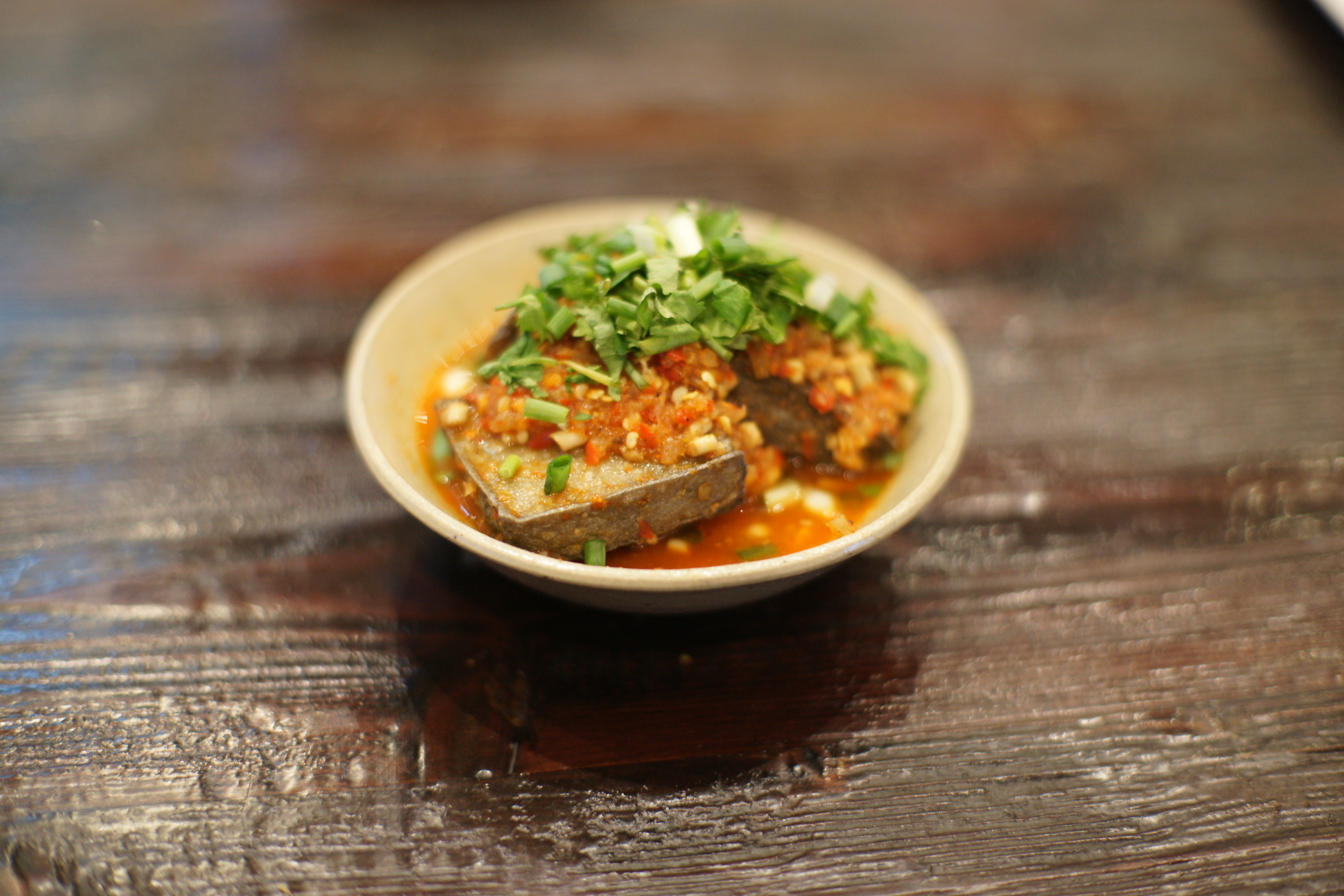
Tofu fermenté de Guilin (桂林豆腐乳, guìlín dòufǔrǔ).